# 穆鹏
穆鹏（1966年5月—），男，汉族，陕西礼泉人，中华人民共和国政治人物。现任北京市人民政府党组成员、副市长。第十四届全国人大代表。

## 经历
穆鹏1984年至1988年就读于重庆建筑工程学院地下工程与隧道工程专业，1986年4月加入中国共产党。
1988年7月从重庆建筑工程学院毕业后，穆鹏在中国土木工程学会编辑部任助理工程师，1991年10月进入北京市海淀区人民政府办公室担任科员，此后历任区政府办公室副主任、区规划管理局副局长，2000年4月担任北京海淀科技园建设股份有限公司总经理，2004年1月成为海淀区政府党组成员，同年2月任区长助理，2005年7月任海淀区副区长，2011年12月任常务副区长。
2015年12月，穆鹏离开已工作24年的海淀区政府，成为延庆撤县设区后首任区长，2018年11月任延庆区委书记，亦兼任北京冬奥组委延庆运行中心主任。
2022年3月31日，在2022年冬季残疾人奥林匹克运动会闭幕已逾半月后，穆鹏调任北京市发展和改革委员会主任，2023年1月任北京市政府党组成员，同年2月28日改任北京市人民政府秘书长。
2024年3月29日，穆鹏被任命为北京市副市长。